# Corymorpha nana
Corymorpha nana är en nässeldjursart som beskrevs av Joshua Alder 1857. Corymorpha nana ingår i släktet Corymorpha och familjen Corymorphidae. Inga underarter finns listade i Catalogue of Life.